# 880

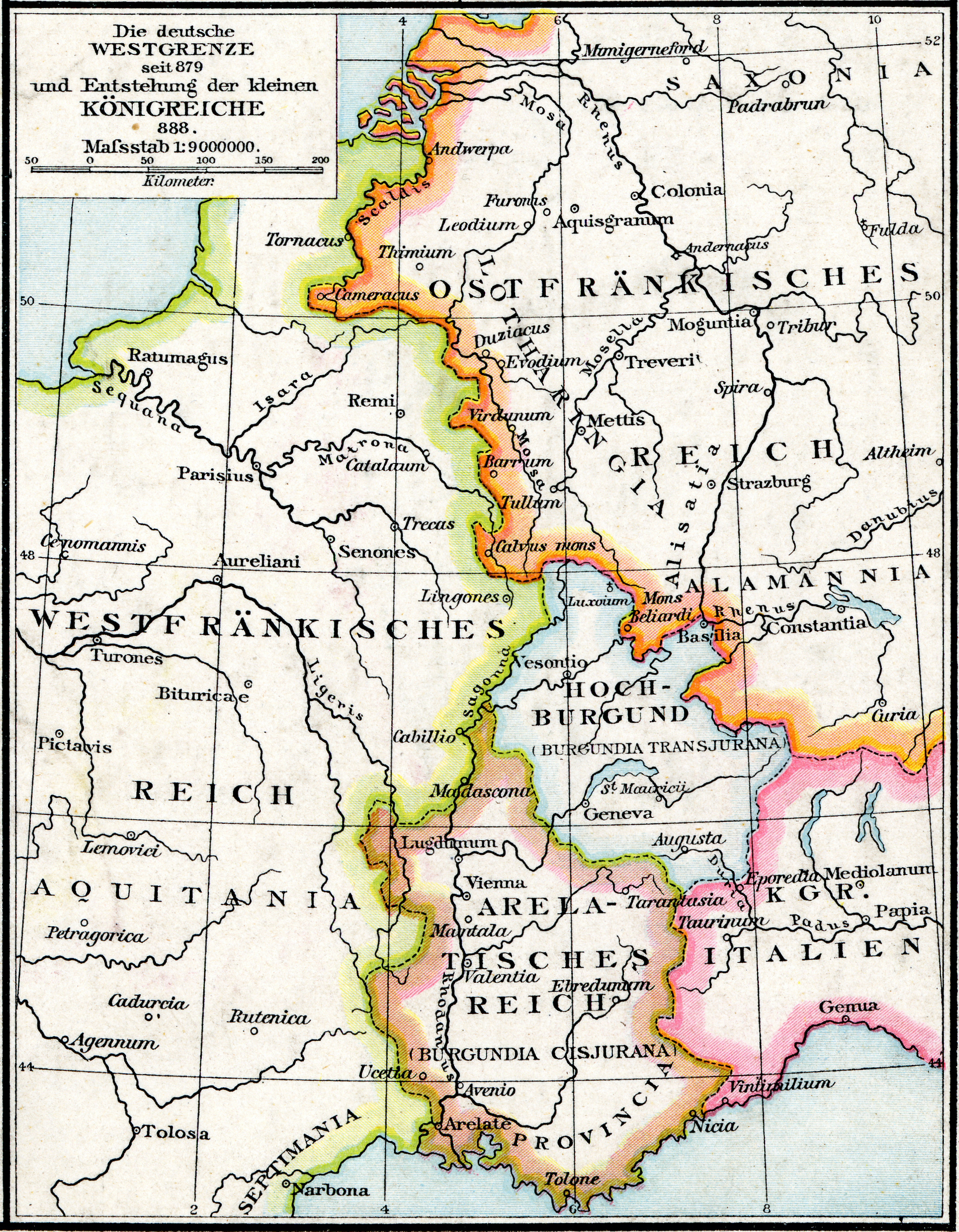
De rijksgrens van het West-Frankische Rijk

Het jaar 880 is het 80e jaar in de 9e eeuw volgens de christelijke jaartelling.

## Gebeurtenissen

### Europa
- Voorjaar - Het West-Frankische Rijk wordt opnieuw verdeeld door de zoons van Lodewijk de Stamelaar. Koning Lodewijk III krijgt Neustrië toegewezen, zijn jongere broer Karloman II krijgt Aquitanië en Bourgondië. Het Frankische gezag wordt ondermijnd door de aanvallen van de Vikingen. De Friezen die aan de Noordzeekust van het huidige Nederland en Duitsland leven komen onder Deense heerschappij.
- Verdrag van Ribemont: De West-Frankische koningen Lodewijk III en Karloman II erkennen Lodewijk III ("de Jonge") van het Oost-Frankische Rijk als koning van Lotharingen. Lodewijk de Jonge op zijn beurt geeft zijn aanspraken op het West-Frankische Rijk op. Hij belooft neutraliteit in de strijd van de beide broers tegen Bosso. De in dit verdrag besloten grens tussen het Oost- en West-Frankische Rijk zal geruime tijd standhouden.
- Lodewijk III, Karloman II en Bosso's broer Richard I trekken op tegen Bosso. Zij veroveren het noordelijke deel van zijn rijk met Mâcon en Lyon, en voeren een niet-geslaagde belegering van Vienne uit. Het hertogdom Bourgondië wordt gesticht met Richard als eerste hertog.
- 29 september - Koning Karloman komt te overlijden. Lodewijk III ("de Jonge") wordt erfgenaam en heerser over Beieren. Karloman's bastaardzoon Arnulf krijgt het markgraafschap Karinthië toegewezen.
- Februari: Een groep Frankische edelen onder Brun van Saksen en bisschoppen mobiliseert een legertje om de invallen van de Vikingen te bestrijden. Hun poging faalt en zij komen om. Ze staan bekend als de "Martelaren van Ebstorf".
- De Vikingen plunderen Nijmegen, hierbij maken zij zich meester van het Valkhof (ofwel "Frankenhof"). Het voormalig tweede paleis van Karel de Grote.
- Winter - De Vikingen slaan hun winterkamp op en plunderen Doornik. De abdijen langs de rivier de Schelde worden verwoest.
- Godfried de Noorman voert vanuit Gent rooftochten uit in Vlaanderen en de Rijn- en Maasstreken.
- Slag bij Norden: De Friezen verslaan bij Norden (huidige Oost-Friesland) de Vikingen.
- Bořivoj I, hertog van Bohemen, sticht de Praagse burcht (huidige Tsjechië).

## Religie
- De Sequentia van de heilige Eulalie wordt geschreven, een van de oudste Oudfranse teksten. (waarschijnlijke datum)
- Einde van het Negende Concilie van Constantinopel: Tijdens de bijeenkomst wordt de filioque-doctrine verworpen.

## Geboren
- Adalolf I, Frankisch edelman en lekenabt (waarschijnlijke datum)
- Arnulf I, hertog van Beieren (waarschijnlijke datum)
- Bjørn Farmann, onderkoning van Vestfold (waarschijnlijke datum)
- Hugo I, Frankisch edelman (waarschijnlijke datum)
- Lambert van Spoleto, keizer en koning van Italië (waarschijnlijke datum)
- Ruotger, Frankisch staatsman en aartsbisschop (waarschijnlijke datum)
- Sinan ibn Thabit, Arabisch geneeskundige en astronoom (waarschijnlijke datum)

## Overleden
- 29 september - Karloman van Beieren, Frankisch koning
- 4 december - Seiwa (30), keizer van Japan
- Anastasius III, tegenpaus van Rome (waarschijnlijke datum)